# Borna Rendulić
Borna Rendulić (* 25. März 1992 in Zagreb) ist ein kroatischer Eishockeyspieler, der seit August 2025 bei den Shanghai Dragons aus der Kontinentalen Hockey-Liga (KHL) unter Vertrag steht und dort auf der Position des rechten Flügelstürmers spielt. Zuvor bestritt Rendulić unter anderem jeweils über 160 Partien in der American Hockey League (AHL) sowie Deutschen Eishockey Liga (DEL) und war in 15 Spielen für die Colorado Avalanche und Vancouver Canucks in der National Hockey League (NHL) aktiv.

## Karriere
Borna Rendulić begann seine Karriere als Eishockeyspieler in seiner Heimatstadt beim KHL Medveščak Zagreb, mit dem er in der Saison 2006/07 den kroatischen Meistertitel gewann. Die folgende Spielzeit begann er für Medveščak in der slowenischen Eishockeyliga. Nach zwei Einsätzen und einem Tor verließ der Angreifer den Klub und wechselte in die Nachwuchsabteilung des finnischen Eishockeyvereins S-Kiekko.

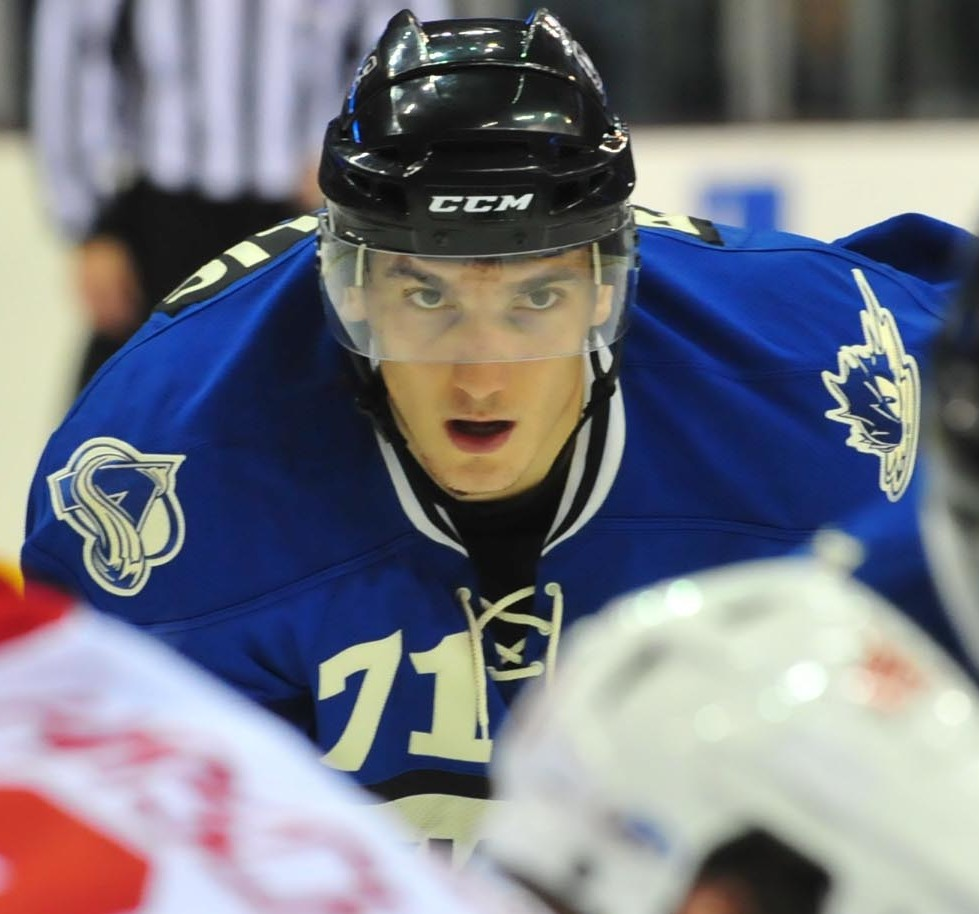
Rendulić im Trikot der Lake Erie Monsters (2014)

Von 2008 bis 2012 stand Rendulić bei Porin Ässät unter Vertrag, für dessen U18-Junioren er zunächst in der zweithöchsten Leistungsstufe dieser Altersklasse auflief, ehe er sich im Laufe der Saison 2009/10 einen Stammplatz in der U20-Junioren-Mannschaft von Porin Ässät erarbeiten konnte, die in der Nuorten SM-liiga antrat. Im Januar 2011 wechselte der kroatische Nationalspieler auf Leihbasis zu seinem Heimatverein KHL Medveščak Zagreb, für dessen Profimannschaft er in der restlichen Saison 2010/11 in der Erste Bank Eishockey Liga (EBEL) zum Einsatz kam. Dabei erzielte er in 17 Spielen je zwei Tore und zwei Vorlagen. Zudem wurde er mit der Mannschaft Kroatischer Meister. Im Anschluss an die Spielzeit kehrte er zu den U20-Junioren von Porin Ässät zurück. Im Sommer 2012 wechselte er innerhalb Finnlands zu Hämeenlinnan Pallokerho, in deren Profiteam er in der SM-liiga spielte.
Zwei Jahre später wagte Rendulić den Sprung in die National Hockey League (NHL) und schloss sich im Mai 2014 der Colorado Avalanche an. Dort kam er in der Saison 2014/15 zu elf NHL-Einsätzen für die Avalanche und zu 26 Spielen in der American Hockey League (AHL) bei den Lake Erie Monsters. In der Spielzeit 2015/16 lief der Kroate für das neue Farmteam der Colorado Avalanche, die San Antonio Rampage, auf. Nach der Saison 2015/16 wurde sein auslaufender Vertrag nicht verlängert, sodass er sich als Free Agent im Juli 2016 den Vancouver Canucks anschloss. Dort kam Rendulić mit der Ausnahme einer Partie für Vancouver ausschließlich für die Utica Comets in der AHL zum Einsatz.
Im August 2017 kehrte Rendulić nach drei Jahren in Nordamerika wieder zurück nach Finnland, wo er einen Vertrag bei den Pelicans Lahti unterzeichnete. Zwei Monate später, im Oktober 2017, wechselte er zum HK Witjas in die Kontinentale Hockey-Liga (KHL). Zur Saison 2019/20 wechselte der Stürmer zu den Adler Mannheim in die Deutsche Eishockey Liga (DEL). Im Juni 2020 verließ er die Adler und wurde vom Örebro HK aus der Svenska Hockeyligan (SHL) verpflichtet. Zur Saison 2021/22 kehrte Rendulić zu den Mannheimer Adlern zurück, bei denen er schließlich zwei weitere Spielzeiten verbrachte. Im Zuge eines großen Umbruchs im Kader verließ er den Klub nach der Spielzeit 2022/23 und wechselte zurück in die KHL, wo sich der Kroate dem HK Sotschi anschloss. Obwohl er beim Klub von der Schwarzmeerküste mit 15 Scorerpunkten aus 16 Spielen gut in die Saison startete, wurde Rendulić bereits im Oktober desselben Jahres im Tausch für Marat Chusnutdinow zum SKA Sankt Petersburg transferiert. Dort war der Kroate anschließend bis Dezember 2024 aktiv, ehe ihn ein abermaliger Transfer zum HK Metallurg Magnitogorsk brachte. Im Gegenzug wechselte Pawel Akolsin nach Sankt Petersburg. Bei Magnitogorsk beendete Rendulić die Saison und wechselte dann zum chinesischen KHL-Teilnehmer Shanghai Dragons.

### International
Für Kroatien nahm Rendulić im Juniorenbereich an den Division-II-Turnieren der U18-Weltmeisterschaften 2008 und 2009 teil. Zudem vertrat er sein Heimatland bei den U20-Weltmeisterschaften der Division II der Jahre 2008, als er gemeinsam mit dem Spanier Juan Muñoz zweitbester Torschütze hinter dem Esten Anton Perov war, und 2009. Ebenso stand er im Aufgebot bei den Turnieren der Division I der U20-Weltmeisterschaften 2010, 2011, als er als zum besten Spieler seiner Mannschaft gewählt wurde, und 2012, als er als bester Stürmer des Turniers ausgezeichnet wurde.
Im Seniorenbereich stand er im Aufgebot seines Landes bei den Division-I-Turnieren der Weltmeisterschaften 2009, 2010, 2014, 2016, 2017, 2018 und 2025. Dabei war er bei der Austragung des Jahres 2016 zweitbester Torvorbereiter nach dem Briten Ben O’Connor und gemeinsam mit dem Ukrainer Wladyslaw Hawryk drittbester Scorer hinter O’Connor und dem Esten Robert Rooba. Am Ende des Wettbewerbs wurde er zum besten Stürmer des Turniers und besten Spieler seiner Mannschaft gewählt. Ein Jahr später war Rendulic gemeinsam mit den Briten Robert Dowd, Colin Shields und Evan Mosey zweitbester Scorer nach dem Japaner Daisuke Obara. Weitere Einsätze verzeichnete der Stürmer bei den Turnieren der Division II der Weltmeisterschaften 2011, 2012, 2013 und 2023, wobei ihm mit seiner Mannschaft im Jahr 2013 nach drei Jahren der Wiederaufstieg in die Division I gelang. Im Jahr 2011 war er zweitbester Scorer nach seinem Landsmann Marko Lovrenčić und drittbester Vorbereiter des Turniers nach Lovrenčić und dem Rumänen Zsombor Antal sowie zusammen mit Lovrenčić bester Torschütze. Bei der Austragung im Jahr 2023 wurde er zum wiederholten Male zum besten Stürmer gewählt, nachdem er mit elf Punkten auch Topscorer und mit sieben Assists bester Vorlagengeber des Turniers war. Darüber hinaus wurde er 2011, 2016, 2023 und 2025 zum besten Spieler der kroatischen Mannschaft gewählt.
Ferner vertrat er sein Heimatland bei der Qualifikation für die Olympischen Winterspiele 2014 im russischen Sotschi.

## Erfolge und Auszeichnungen
- 2007 Kroatischer Meister mit dem KHL Medveščak Zagreb
- 2011 Kroatischer Meister mit dem KHL Medveščak Zagreb

### International
| - 2009 Aufstieg in die Division I bei der U20-Weltmeisterschaft der Division II, Gruppe B - 2011 Bester Torschütze der Weltmeisterschaft der Division II, Gruppe B - 2012 Bester Stürmer der U20-Weltmeisterschaft der Division IB - 2013 Aufstieg in die Division IB bei der Weltmeisterschaft der Division IIA | - 2016 Bester Stürmer der Weltmeisterschaft der Division IB - 2023 Topscorer und bester Vorbereiter der Weltmeisterschaft der Division IIA - 2023 Bester Stürmer der Weltmeisterschaft der Division IIA |

## Karrierestatistik
Stand: Ende der Saison 2024/25

### International
Vertrat Kroatien bei:
| - U20-Junioren-Weltmeisterschaft der Division II 2008 - U18-Junioren-Weltmeisterschaft der Division II 2008 - U20-Junioren-Weltmeisterschaft der Division II 2009 - U18-Junioren-Weltmeisterschaft der Division II 2009 - Weltmeisterschaft der Division I 2009 - U20-Junioren-Weltmeisterschaft der Division I 2010 - Weltmeisterschaft der Division I 2010 - U20-Junioren-Weltmeisterschaft der Division I 2011 - Weltmeisterschaft der Division II 2011 - U20-Junioren-Weltmeisterschaft der Division IB 2012 | - Weltmeisterschaft der Division IIA 2012 - Qualifikationsturnier für die Olympischen Winterspiele 2014 - Weltmeisterschaft der Division IIA 2013 - Weltmeisterschaft der Division IB 2014 - Weltmeisterschaft der Division IB 2016 - Weltmeisterschaft der Division IB 2017 - Weltmeisterschaft der Division IB 2018 - Weltmeisterschaft der Division IIA 2023 - Weltmeisterschaft der Division IB 2025 |

(Legende zur Spielerstatistik: Sp oder GP = absolvierte Spiele; T oder G = erzielte Tore; V oder A = erzielte Assists; Pkt oder Pts = erzielte Scorerpunkte; SM oder PIM = erhaltene Strafminuten; +/− = Plus/Minus-Bilanz; PP = erzielte Überzahltore; SH = erzielte Unterzahltore; GW = erzielte Siegtore; 1 Play-downs/Relegation; Kursiv: Statistik nicht vollständig)